# 大久保総比
大久保 総比（おおくぼ ふさちか）は、江戸時代中期の旗本。忠明系石川家（大久保家）2代。

## 生涯
元禄3年（1690年）総昌の三男として誕生した。母は大嶋石川家の石川義當の娘。元禄5年10月2日（1692年11月9日）従堂兄弟にあたる旗本大久保忠明急死に伴い同年12月12日（1693年1月17日）、末期養子が認められ忠明の遺跡を継いだ。元禄14年8月11日（1701年9月13日）将軍徳川綱吉に拝謁し、享保15年6月1日（1730年7月15日）死去した。家督は長男総朋が継いだ。